# ピクミン
『ピクミン』（Pikmin）は、2001年10月26日に任天堂より発売されたニンテンドー ゲームキューブ用ゲームソフト。ジャンルはAIアクション。ピクミンシリーズの第1作目。アメリカでは同年12月3日に、ヨーロッパでは2002年6月14日に発売。
2008年12月25日にはWii版『Wiiであそぶ ピクミン』が、2023年6月22日にはNintendo Switch版『ピクミン1』が発売された。

## ゲーム内容
プレイヤーは主人公「キャプテン・オリマー」として、奇妙な生物「ピクミン」の群れを率いて行動する。オリマーは宇宙船「ドルフィン号」とピクミンの家のような物体「オニヨン」（作中では「母体」とされる）の着陸した一帯を拠点として行動する。ピクミンはステージ上に最大100匹まで出現する。ピクミンを能力や状況に応じて、投げつけたりまとめて移動させたりして利用し、敵と戦わせたり、ステージ上の仕掛けを動かしたり、倒した敵やドルフィン号のパーツを運ばせたりする。
オリマーとピクミンが行動できるのは朝から夕方までの間（画面上の「太陽メーター」で表示される。12目盛りあり、1目盛りが約1分7秒なので実時間にして約13分24秒）であり、夜は夜行性の原生生物からの捕食を防ぐためドルフィン号とオニヨンが揃って上空へと避難する。1日が終了したとき、ピクミンの数などが集計され、オリマーが日誌をつづる。パーツを回収するたびにドルフィン号が元の姿に戻っていき、どんどん行動範囲が広がっていく。そして30日以内にドルフィン号のすべてのパーツを回収し完成させ、ピクミンの星から脱出するのが目標である。

## ストーリー
ホコタテ星の運送会社に勤めるキャプテン・オリマーは、ある時、宇宙船ドルフィン号に乗り宇宙旅行に出る。しかし、旅の途中で宇宙船が隕石と衝突し、その反動で未知の惑星へと墜落する。宇宙船は大破してしまい、しかも、その惑星を覆っている猛毒の空気（酸素）から身を守る宇宙服の生命維持機能が30日間しか保たないという厳しい状況に陥る。
それでもオリマーはパーツを探す中でホコタテ星の名産・オニヨンに似た赤色の物体を見つける。オリマーが近付くと白い花を咲かせて立ち上がり、一つのタネを吹いた。そのタネは成長し、ホコタテ星の名産・ピクピクニンジンに似た奇妙な二足歩行の生物へと変化する。オリマーは赤い物体を「オニヨン」二足歩行の生物を「ピクミン」と名付けた。
その後、オリマーは黄ピクミンや青ピクミンに出会い、彼らの協力で大半のパーツの回収に成功する。そして、最後のパーツを回収するため、更に奥地にある「最後の試練」へ向かい、その深奥部で潜んでいた巨大な生物ダイオウデメマダラを倒す。この生物が呑み込んでいた最後のパーツを回収して漸くドルフィン号が完成した。その後ピクミン達に別れを告げドルフィン号を発進、惑星から脱出しホコタテ星へ帰還した。

## 登場キャラクター
※この節ではこのゲームで判明することのみ記述する。『ピクミン2』で判明することはピクミン2を参照。

### ホコタテ星人
ホコタテ星人（オリマー）は、身長が3cmほどの小さな種族である。ホコタテ星人にとってピクミンの星の大気中に含まれる酸素は猛毒である（純酸素は人間にとっても有毒である）。
なお、「ホコタテ」という名前は、任天堂本社の所在地である京都府京都市南区上鳥羽鉾立町（ほこたてちょう）に由来している。
キャプテン・オリマー
主人公。ピクミンにさまざまな指示を出して危険に立ち向かう。ピクミンが近くにいないときにはパンチで攻撃できるが威力は低く、コチャッピー程度の小型生物なら倒せるが、チャッピー等の大型生物等は殆ど通用しない。宇宙服のHPが0になった場合は、ゲームオーバーにはならないが強制的に宇宙船に戻されその日の活動が終了する。その時に連れていたピクミンは全て失われる。宇宙服はドルフィン号の前で修理することができる。

### ピクミン
オリマーが墜落した惑星で遭遇した、植物とも動物ともつかない奇妙な二足歩行生物。
ひょうたんをスリムにしたような体に、頭の頂点から葉あるいはつぼみ、あるいは花がついている。このついているものによって走る速さが変わる（花ピクミンが一番速く、葉ピクミンが一番遅い）。また、色ごとに身体的特徴が異なる。
オリマーによって放り投げられたり、あるいは指示によって移動し何かに接触したりすると、接触したものに応じて適当に判断し行動する。原生生物には頭に生えた葉や花をぶつける事で攻撃し、倒した原生生物の死体はオニヨンへ運び込んで増殖のための栄養源にする。さらにオリマーの指示に応じてドルフィン号のパーツをドルフィン号へと運んでもくれる。
赤・黄・青の3種類が登場し、名前と同じ体色を持つ。
赤ピクミン
遭難地点に不時着したオリマーが最初に出会うピクミン。火に耐性があり、攻撃力が高く、原生生物との戦闘に適している。針が生えている。
黄ピクミン
希望の森で仲間にできる。他の2色のピクミンより高く投げることができるほか、バクダン岩を扱うことができる。ピクミンを連れた状態で解散させるとバクダン岩を持っている側と、持っていない側に分けることができる。バクダン岩を持ったまま大地のエキスを吸わせることもできる。大きな耳のようなものが生えている。
青ピクミン
樹海のヘソで仲間にできる。
3色のピクミンのうち唯一水の中でも呼吸ができ、溺れない。フリー状態（色の薄いとき）のときのみ溺れている他の色のピクミンを陸地に投げて助けることもできる。また、溺れているピクミンに投げ入れても助ける事が出来る。口のようなものがついており、これがエラの役目を担うため、水中での呼吸を可能としている。

### 原生生物
オリマーたちが冒険する地域には、ピクミン以外にも数多くの種類の原生生物が生息している。いずれもが奇妙な形態と生活様式を有し、しかもその多くはオリマーたちやピクミンに対して攻撃的であり、彼らを捕食あるいは排除しようと攻撃を仕掛けてくる危険な存在である。また、これらの生物には捕食を行わない種が多く見られる。
原生生物の名前は「通称」と「和名」があり、エンディング映像で紹介される（GC版ではこの内コガネモチのみ映像が無かったが、「Wiiであそぶ～」で収録された）。また通称や大まかな特徴はオリマーの日誌に書かれることもある。
また、今作（ピクミン1）では後発の作品と比べて、原生生物の体力が多い、攻撃範囲が広い、一部の敵は攻撃中無敵になる（トビンコ等）、イモガエルやマロガエルはジャンプするときにも攻撃判定が発生するなど、全体的に原生生物が強く設定されている。
ほかにも、ボケナメコが裏返ってダウンしている際に隊列を移動する形で攻撃すると、ピクミンがボケナメコの体に押し出されることによって床を抜けてしまい不審死してしまうといった致命的なバグが存在する。

## ステージ紹介
遭難地点
オリマーが初めてピクミン星に不時着した場所。赤オニヨンと出会い、最初のパーツ「メインエンジン」を回収することになる。初日は一部の範囲でしか行動できないが、黄ピクミンや青ピクミンを仲間にした状態で再び訪れると、行動範囲を広げることができる。8日目以降、偶数日はミウリンが、奇数日はミズモチが登場する。2回目以降に訪れる際は、ペレットが多い上にヤマシンジュが生息するため、1日で200匹以上のピクミンを増やすことも可能。
希望の森
オリマーがエンジンを回収した後、2日目から行けるようになるステージ。チャッピーや小チャッピー、ウジンコなどの生物が生息し、様々な種類の壁が登場する。壁を2つ壊した先で黄オニヨンと出会うことができる。ボスのヘビガラスがパーツを一つ飲み込んでいる。水場が少なく、赤ピクミンや黄ピクミンだけでもほぼ全域を探索することができる。なお、水中に落ちているパーツが1つも無いため、進行上青ピクミンがいない2日目の時点でも、すべてのパーツを回収することが可能である（ただしかなりのテクニックを要する）。
樹海のヘソ
宇宙船のパーツを合計5個回収すると行けるようになる、海の中にヘソのように空いている洞窟のステージ。青ピクミンと初めて会うことができる。段差や水辺が多く、3色のピクミンを駆使しないと回収できないパーツがあるなど、前2ステージよりも難易度が高い。ピクミンたちがパーツなどを運ぶ道は最初から確保されているので、敵の邪魔さえされなければ回収は比較的容易に可能だが、壁を壊したりスロープを掛けたりしてルートをつくることで回収時間を短縮できるようになる。マロガエルやブタドックリ、パンモドキなどの生物が生息している。ポンガシグサが初登場。ダマグモやボケナメコといったボスも登場する。
『ピクミン』時代のステージで唯一、『ピクミン2』で継続・リニューアルされていないステージの1つとなっている。
大水源
宇宙船のパーツを合計12個回収すると行けるようになるステージ。周囲を広い水場に囲まれており、水辺にあるパーツがほとんどなので必然的に青ピクミンの出番が多い。希望の森に生息するチャッピーや樹海のヘソのマロガエルよりも体力のあるクマチャッピーやイモガエルに加え、フーセンドックリやフタクチドックリといった生物が生息するうえ、原生生物の数も多く、安全を確保するためには何回も戦闘を重ねなければならない。ピクミンを連れて狭い通路を渡る、ポンガシグサでピクミンの色を変換してパーツを回収するなど、テクニックを要する仕掛けもある。15日目まではドドロの卵が出現する。
最後の試練
宇宙船の最後のパーツがあるステージだが、他のパーツを29個すべて回収しなければ行くことはできない。最後のパーツはダイオウデメマダラが飲み込んでいる。しかしダイオウデメマダラと戦うまでの道には橋掛けや岩壁、土壁の破壊作業などたくさんのしかけがあり、3色のピクミンを駆使しなければならない。ダイオウデメマダラの生息する場所の周辺にはバクダン岩が大量に落ちている。ステージの構造自体は全て解放すれば遭難地点よりもシンプルで道に迷う事はまずない。なお、このステージのパーツは回収せずに30日目を終えても、飛び立つことは可能。

## アイテム
ペレット
ピクミンの栄養源。オニヨンに運ぶとピクミンが生まれる。表面には数字が書かれているが、これは運ぶのに必要なピクミンの数を表している。1ペレット・5ペレット・10ペレット・20ペレットの4種類がありそれぞれ赤、青、黄の3色がある。地面に落ちているものもあるほか、原生生物を倒すと出現することがある。1ペレットはペレット草から手に入れることもできる。ちなみにペレットは後述する大地のエキスが結晶化したものである。
ペレットの種類によって生み出せるピクミンの数は決まっているが、ペレットと同じ色のオニヨンに運びこむとより多くのピクミンを生むことができる。
大地のエキス
草を抜いたり、小石を壊したりすると出てくる黄色のエキス。原生生物のコガネモチやピキマキから入手することも可能。これを葉・つぼみピクミンに吸わせると一気に花ピクミンにすることができる。地面に埋まっているピクミンが時間の経過とともに葉→つぼみ→花と成長するのも大地のエキスによる。
バクダン岩
黄ピクミンが扱うことのできる小さな岩。爆発させることにより壁を破壊したり、原生生物にダメージを与えたりできる（特に、岩の壁はバクダン岩でしか壊せない）。しかしピクミンが爆発に巻き込まれると死んでしまう。バクダン岩自体は他のバクダン岩の爆風に巻き込まれると瞬時に引火して爆発する。
バクダン岩を持った黄ピクミンは、壊せる壁の近くに投げられるとそこにバクダン岩を置いて戻ってくる。原生生物の近くに投げられるとその生物に向かってバクダン岩を投げる。また、何もないところに投げられるか、あるいは伸びる棒を登ってフリー状態になった後は、オリマーに笛で呼ばれるとその場にバクダン岩を置いてくる一方、直接触れて呼ばれるとバクダン岩を置かずに戻る（『Wiiであそぶ ピクミン』ではいずれの方法で呼んでも置かずに戻る）。解散してフリーになったときは笛・接触のいずれの方法で呼ばれてもバクダン岩をその場に置かない。

## 宇宙船パーツ一覧
括弧内の数字は回収に必要なピクミンの数。※印は回収しなくても宇宙に脱出できるパーツ。但しこれを回収していない場合、ドルフィン号の外見は完全な姿の1段階前の形に留まる。30日経過時点で、必要なパーツを回収しきれていない場合は、バッドエンディングとなる。
メインエンジン（20）
遭難地点にあり、宇宙船の動力となる最も重要なパーツ。
運良くオリマーが不時着した場所のすぐ近くに落ちており、遭難したその日に入手することとなる。またこれを入手しないと宇宙船を動かせないため、遭難初日は太陽メーターがなく時間を気にする必要がない。収集すると、翌日からの探索が可能になる。
ポジトロン発電機（20）
遭難地点にある陽電子発電機のパーツ。
ヤマシンジュが飲み込んでいる。遭難地点にはヤマシンジュが3匹いて遭難初日にはパーツを食べていないヤマシンジュは登場しない。回収には黄・青ピクミンが必要なため初日に回収することはできず、後日再訪しなければならない。
永久燃料ダイナモ（40）
希望の森にある発電機のパーツ。
これがあればいつでも宇宙船内が明るくなる。このパーツの入手前はオリマーは宇宙船のエネルギーを節約する為にロウソクを用いていたらしく、発見・回収すると大喜びする。壁の向こう側に出て、右に曲がるとすぐに見つかる。コチャッピー以外には特に邪魔な仕掛けは無い。
きまぐれなレーダー（20）
希望の森にあるレーダーのパーツ。
回収するとYボタン（『Wiiであそぶ ピクミン』では＋ボタン）でステージの地図やピクミンの位置が一目でわかる便利なパーツである。黄オニヨンが最初に配置されている場所の近くにある岩の壁の先にある。
ただものではないネジ（30）
希望の森にあるネジのパーツ。
このパーツを店員に言われるまま購入したオリマー曰く、スゴいネジであり、ネジの中のネジとの事で、何がただものではないのかは不明ながら、実際にこれも脱出には必要である。きまぐれなレーダーより更に奥にある黒い岩の壁の向こうに置かれている。
ショックアブソーバー（30）
希望の森にある緩衝器のパーツ。
宇宙船の揺れを吸収する事で宇宙酔いを防ぎ、どんなに歪んだ宇宙空間でも快適な航行を実現する。バネ状で、運んでいる最中にピクミンを呼んで置かせると「ボヨーン」と音がする。スタート地点の左上にある高台にある。水があるため、青ピクミンを使用するか、ピクミンを高台に投げた後、オリマーが単独で水の中を進み回収に向かう。ちなみに高台にピクミンを投げられる場所はノヴァブラスターが置かれている場所にもある。
ノヴァブラスター（30）※
希望の森にあるドルフィン号の主砲。
「惑星一つを木っ端微塵にするほどの威力」らしい。スタート地点の後ろにある岩の壁の向こう側、向かって右にある黒い土の壁の向こう側にある。
放射線キャノピー（30）
希望の森にある運転座席の上をカバーしている風防のパーツ。
宇宙線を抑えるためのもの。上述の黒い土の壁の向こう側、向かって左の水辺にある土の壁の更に向こうにある土の壁の向こうにある大広間の隅に置かれている。パーツの近くにはフタクチドックリがおり、倒さなくても回収は不可能ではないものの、安全に回収するとなると必然的に戦うことになる。
サジタリウス（20）
希望の森にあるパーツ。
名前は息子の星座から（サジタリウスはいて座）。マップの右上にある水辺の隅にある小島にある。橋を二つ架ける必要がある。
ガイガーカウンター（15）
希望の森にある放射線測定器。
しかしオリマーはこの機械が放射線測定器だと分かっていない。ヘビガラスが飲み込んでいた。いつもガーガー言ってうるさい。
イオニウムジェット1（15）
樹海のヘソにあるパーツ。
臭いらしい。マップの右にある水辺にある。
スペースフロート（25）※
樹海のヘソにある浮き輪のパーツ。
パンモドキが飲み込んでいた。泳ぎの苦手な人が使うもので、オリマー曰く、自分は十分泳げるが、念のために用意したとの事。
オートマチック・ギア（15）
樹海のヘソにある宇宙船のギアのパーツ。
外部動力がなくても半永久的に回る。マイペースな機械らしい。青オニヨンの近くの高台にあるため見付けるのは簡単だが、回収するにはスロープを経由する必要がある。
リブラ（15）
樹海のヘソにある、サジタリウスと似た外見を持つパーツ。
名前は娘の星座から（リブラはてんびん座）。間欠炎がある道を進み、途中にある橋を架けると行ける島の頂上にある。回収に3種類のピクミンの特徴を最大限に活かすことを強いられるパーツである。
アナログコンピュータ（20）
樹海のヘソにあるコンピュータのパーツ。
回収時に炎や水に晒されても影響はないため、炎や水に強いパーツと思われる。何が「アナログ」かというと「デジタル以外の情報処理（つまり思考）を行える」ということらしい。オリマー曰く「賢くなる代わりに怒りっぽくもなる」。リブラの場所を更に奥へ進んだ先の水辺にある。
グラビティジャンパー（25）
樹海のヘソにある、青いばねのようなパーツ。反重力で、超高速への最後の加速を一押ししているらしい。
ブタドックリが生息する広場の奥にある水辺の左にある高台にある。
ノンダイオキシン（40）
樹海のヘソにあるパーツ。
有害物質の漏れを防ぐ。近くにはなぜかラムネのビンがある。上述の水辺を奥へ進んだ所にある。
オメガスタビライザー（30）
樹海のヘソにあるドルフィン号の脚の部分にあるパーツ。
ボケナメコが飲み込んでいた。オリマー曰く「少しボロいが、まだまだ現役」。
ガードサテライト（20）
樹海のヘソにある、宇宙船を外部の攻撃から守る役割を持つ衛星のようなパーツ。
ダマグモが飲み込んでいた。オリマー曰く「宇宙海賊から何度も私を守ってくれた」。
リペアTYPEネジ（20）
大水源にある、ぜんまいばねのような形をしたネジのパーツ。
宇宙船の自動修理装置。スタート地点近くの水辺の上の高台にあり、着陸画面の時点で見えるため見付けるのは楽だが、回収には一工夫が必要。
マッサージマシン（30）※
大水源にある、オリマーのマッサージマシン。
スタート地点の左上の島の砂浜にある。
宇宙ムセン（20）
大水源にある無線機のパーツ。
フーセンドックリが飲み込んでいた。遭難信号を発信できるが、オリマーによると「（こんな辺境の星から）助けを求めることは無理」らしく、実際にこのパーツを回収しても救助は来ない。水辺の一番奥にある。
UVランプ（10）※
大水源にある、電球形の日焼けマシン。
オニヨンの近くの土の壁の向こう、向かって右にある遺跡のような構造物の上にある。高台にあるので黄ピクミンが必要。
バウスプリット（30）
大水源にある、ドルフィン号の顔とも言える船首のパーツ。
フタクチドックリが飲み込んでいた。オリマーがデザインした。デザインは、ポケットモンスターシリーズに登場するモンスターボールに類似。
グルーオンドライブ（50）
大水源にあるパーツ。
オリマー本人もよく解らないほど複雑な技術を積み込んだ機械であるが、これがあることでドルフィン号の機関が力強くうなりを轟かすとのこと。なお、説明文には、現実に存在するクォークなどの物が出てきている。スタート地点の右端に位置する木の上に置かれている。橋を二つ架けて繋げるだけでなく、トビンコを倒しておく必要もある。
ジルコニウムローター（30）
大水源にあるパーツ。
ジルコニウムを使っているので錆びにくく熱を持ちにくいらしい。実際このパーツを回収する道中、水に浸かったり炎が吹き上がる間欠泉地帯の付近を通ることがあるが、新品のように光沢が有る。グルーオンドライブのある場所の後ろ側にあるが、土の壁を壊さなければ回収出来ない。
パイロットのいす（25）
大水源にあるドルフィン号の椅子のパーツ。
やや古い外観で、ジルコニウムローターがある場所の左上にある木の上にある。反対側から来た場合は初めて本作をプレイするなどの場合、カメラを真上視点にしなければ発見は難しい。
イオニウムジェット2（15）
大水源にあるパーツ。
イオニウムジェット1と同じ外見。スタート地点の最も後ろ側の水辺、間欠泉の近くの高台に置かれている。燃費がいいらしい。
クロノスリアクター（20）
大水源北部にあるパーツ。
「エンジン」の補助装置。ジェットを噴射する。イオニウムジェット2のある場所の左側、砂浜にある高台に置かれている。近くにある水辺の上の高台に黄ポンガシグサがあり、パーツ回収にはこれを使い黄ピクミンを作り、水に落とさないように砂浜に投げる必要がある。Wii版では、この作業がより簡単に実行出来る。なお、砂浜には青ポンガシグサもあり、黄ピクミンを任意で青ピクミンに戻すこともできる。
へそくり金庫（85）※
最後の試練にある唯一のパーツ。
ダイオウデメマダラが飲み込んでいた。金庫と言うより、白色のブタの貯金箱の形状であり、全パーツの中で最も重い。海外版およびSwitchリマスター版の重量は40匹に設定されている。

## チャレンジモード
本編で3色のピクミンすべてと出会うとプレイできるようになる、1日でどれだけピクミンを増やせるかを競うモード。ステージは本編で登場した5つのステージだが、宇宙船のパーツが無い代わりにペレットが大量に配置され、生物や仕掛けの配置も大きく変わっている。なお、ドルフィン号がないため本編のようにオリマーの体力を回復させることはできない。

## 開発背景
ゲームキューブ発表の席上におけるデモンストレーションにおいて流された映像の一つに、128人のマリオが画面を所狭しと走り回る『スーパーマリオ128』というものがあった。 100体のキャラクターというアイデアは、宮本茂曰く、「蟻を見ていて思いついたのではなく、作っている物を整理していくうちにこれは蟻として作るのが一番良い」「蟻というのは子供の頃の経験なんですよね。今でも見ますからね。だからわかりやすく庭の蟻と答えるんですけど、別にうちの庭を取材しながら作ろうと思ったわけではないんです」と松本人志との対談で答えた。宮本自身で『スーパーマリオ128』のその後について初めて明言したのは2007年のGDC基調講演の際であり、その時「プレイヤーの皆さんは『ピクミン』と呼ばれるゲームの中でプレイしていますが」という内容の回答をしている。
NINTENDO 64時代にも試作が存在していたらしいが、ゲームとして成立するほどの数は動かせず、そのままお蔵入りになっていたようである。ゲームキューブの性能なら200～300人動かすことも可能であったそうだが、ゲーム性などから現在の数に落ち着いた。

### キャラクター設定・セッティング
デザイナーの森井淳司がチームに加わった時点では、すでに小さなキャラクターが所狭しと動いているプロトタイプができていた。ただし、この時点では見下ろす構図を想定していたため、キャラクターの頭頂部で性別や性格付けをする都合上、全体のデザインも製品版におけるピクミンとは大きく異なっていた。これではキャラクターとして弱いということでお蔵入りとなり、森井が提出したラフスケッチが満場一致で採用され、これがピクミンのもとになった。頭頂部に目印をつけるという点では初期案と同じであり、森井本人はなぜ頭に目印を付けたかは覚えていないものの、小さなキャラクターだから何か目印をつけた方がよいと考えたかもしれないと2023年のインタビューの中で振り返っている。また、インタビューに同席していた宮本茂は植物が歩いている様子からこの案を気に入ったという。
このデザインについて、森井は前述のインタビューの中で、映画監督ティム・バートンの影響を受けたことを認めており、かわいらしさだけでなく、シリアスさやおどろおどろしさを織り交ぜたタッチでスケッチをしていたと振り返っている。ディレクターの一人である日野重文も、マリオといった明るく元気なデザインから離れて、シリアスで不思議な世界を描きたいという考えから、アニメ映画『ファンタスティック・プラネット』やヨーロッパの自主製作映画やアート系の映画、さらには生物を題材とするためリチャード・ドーキンスの『利己的な遺伝子』を読むなど、研究を重ねた
キャラクターのデザインが決まって以降は、隊列を組ませたり対戦させるなど、様々な実験が重ねられたものの、どうすれば面白いのかなかなかわからなかった。ある日、日野らがキャラクターを敵に投げつけて遊んでいたところ、それを見た見た宮本からキャラクターが投げられた後の挙動を尋ねられ、敵を袋叩きにすると答えたところ、宮本から敵にキャラクターをくっつけてはどうかという提言が寄せられる。その通りにしたところ好評だったことから採用され、くっつける場所を間違えた場合は敵に食べられるといった派生的なアイデアも出てきた。
開発当時スタッフたちが「一匹、二匹」と数えていたところ、プログラマーとして参加していたコリン・リードがキャラクターに「ピキ」という名前が付けられていると勘違いし、「ピキ」ないしは「ピッキー」という名前が付けられた。（ゲーム中では後述のように「ピクピクニンジン」という野菜からとされている）。ちなみにピクミンというゲームはこの企画が商標の問題などの理由で改めて出された案の一つである。
「不時着したロケット」というコンセプトは、他の世界と隔絶したことを示す手法であり、そこには『ゼルダの伝説』シリーズからの反省として「重厚長大ではなくシンプルなものを作るという戦略があった」と宮本茂は糸井重里との対談の中で話している。

## CMソング
2001年11月に『ピクミン』のTVコマーシャルで用いられたCMソング「愛のうた」が話題となり、ピクミンが食べられるCGや、さながらサラリーマンの悲哀を歌ったかのような歌詞もあって、様々な替え歌が作られるほどの人気を博した。このCMソングは歌詞を若干の改変の上で「愛のうた〜ピクミンCMソング」（歌：ストロベリー・フラワー）としてCD発売され、ソフト自体とは別にヒットした。CMソングの売上は90万枚に達し、日本国内での『ピクミン』の売上50万本を大きく上回った。
テレビ東京系『おはスタ』のエンディングでは「愛のうた〜ピクミンCMソング」のテクノバージョン「ピクミンダンス」（演奏：ストロベリー音楽団）が使われまた、フランスでも『ピクミン』のTVコマーシャルが放映され、「VOS MEILLEURS AMIS - SONG OF LOVE」（歌：ジュリエット・キャッツ）というフランス語版のCDが発売された。
7年後、『Wiiであそぶ ピクミン』のCMでも再び「愛のうた」が使用されており、ゲーム内でも使用されている。

### 他の作品でのCMソング
『ピクミン2』では、特定の条件を満たすことで、隊列のピクミン達が「愛のうた」を鼻歌で歌う仕掛けがある。
また、オリマーとピクミンがプレイヤーキャラとして登場している『大乱闘スマッシュブラザーズX』では、ピクミンシリーズを舞台としたステージ「とある星」のBGMとして、「愛のうた」「愛のうた フランス語CMヴァージョン」（前述したフランス放映版）「種のうた」（『ピクミン2』のCMソング）が収録されている。同作品に収録されている音楽の中で本来ゲーム中のBGMではないCMソングはこの3曲のみである。

## 音楽
ピクミン・ワールド ピクミン オリジナル・サウンドトラック
2002年5月22日発売。販売はEMIミュージック・ジャパン。
1. ピクミン
2. 運ぶ、戦う、増える、そして食べられる
3. 航海日誌を選ぶ
4. プロローグ
5. 全景
6. 遭難地点
7. 希望の森
8. 樹海のヘソ
9. 大水源
10. 最後の試練
11. 巨大生物接近
12. 最後の巨大生物
13. レッツチャレンジ
14. チャレンジ結果発表
15. 新記録達成
16. オニヨン発見!
17. 出逢い
18. 宇宙船パーツ発見!
19. 宇宙船パーツ出現!
20. 宇宙船パーツ回収成功!
21. 宇宙船パワーアップ!
22. 宇宙船完成!
23. 夜が来る
24. 私のミスで…
25. 今日の記録
26. 時間切れ、いちかばちか宇宙へ…
27. 脱出、そして墜落…
28. ピクミンとして生きる
29. 宇宙船完成、いざ宇宙へ!
30. 脱出、そしてホコタテ星へ
31. 遭難の全記録
32. この旅を演出した者達
33. 生物の全記録
34. 愛のうた（CMヴァージョンその1）
35. 愛のうた（CMヴァージョンその2）
36. 愛のうた（フランス語CMヴァージョン）

## 反響
本作は前述のとおり、コマーシャルソング『愛のうた』を通じて人気を集めた。
一方、宮本は2013年のインタビューの中で、30日という短い時間を通じて本当の面白さがわかる内容にしたから、バッドエンディングを迎えても再び一度遊んでくれるだろうと思っていたら、そこで終わってしまった人が多かったと振り返っており、次回作である『ピクミン2』では頑張った分スコアが伸びる仕様にしたと話している。

## 評価
ライターのお茶缶はインサイドに寄せた記事の中で、日記調のテクストでつづられる未知の惑星への恐怖と、帰還に向けて冷静に考えをめぐらす様子が、サバイバルSFのようだとしている。また、オリマーがピクミンが自分を利用しているのではないかと疑心暗鬼になる様子や、パーツ集めに失敗して30日目を迎えた場合のバッドエンドの描写から、この惑星の生態系に対する恐怖がSFとして焦点が当てられていると述べている。一方で、お茶缶はやりこみ要素が「ドルフィン号のパーツを全て集める」程度しかなく、後年の作品と比べるとシンプルだとしている。
本作はコンシューマゲーム機向けに大きなアレンジされているものの、その独特のシステムは海外では「リアルタイムストラテジー」の一種と見られることも多い。